# Željko Ernoič
Željko Ernoič, slovenski policist in veteran vojne za Slovenijo, * 3. maj 1965, † 28. junij 1991, Holmec.
Kot pripadnik takratne milice je sodeloval v spopadu za mejni prehod Holmec, pri čemer je padel v boju. 